# Mellstaby alvar
Mellstaby alvar är ett naturreservat i Mörbylånga kommun i Kalmar län.
Området är naturskyddat sedan 2005 och är 216 hektar stort. Reservatet ligger på Stora Alvaret och består av grusalvar med moränsträngar med torrängar.